# Samoana solitaria
Samoana solitaria és una espècie de mol·lusc gastròpode pertanyent a la família Partulidae.

## Hàbitat
Mostra preferència per les branques més altes dels arbres situats als turons més secs. No obstant això, també se n'ha trobat a una vall humida de Tahití.

## Distribució geogràfica
És un endemisme de la Polinèsia Francesa: Illes de la Societat (Tahití, Moorea i Raiatea. Es va extingir a Bora Bora).

## Estat de conservació
La introducció del caragol carnívor Euglandina rosea a totes les Illes de la Societat ha repercutit negativament en la seua distribució. A més, la minsa grandària de les seues poblacions també és un problema, tot i que és probable que aquesta espècie hagi existit sempre en baixes densitats.